# Legio II Adiutrix

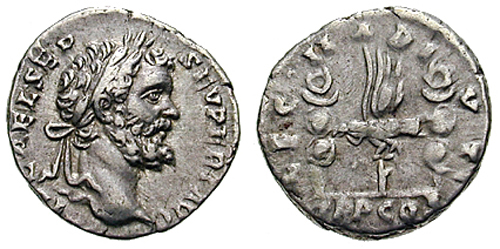
La II Adiutrix sostenne Settimio Severo, Comandante delle Legioni in Pannonia, nella sua lotta per la porpora di Imperatore. Questo denario fu coniato per celebrare la Legione.

La Legio II Adiutrix Pia Fidelis, "sostenitrice pia e fedele" , fu una legione romana arruolata dall'imperatore Vespasiano nel 70, da reparti di marinai romani di stanza a Ravenna (Classis Ravennatis) come lascia intendere Tacito nelle sue Historiae. Esistono documenti che testimoniano la presenza della legione presso il confine del Reno agli inizi del IV secolo. I suoi simboli erano il Capricorno e Pegaso.

## Storia

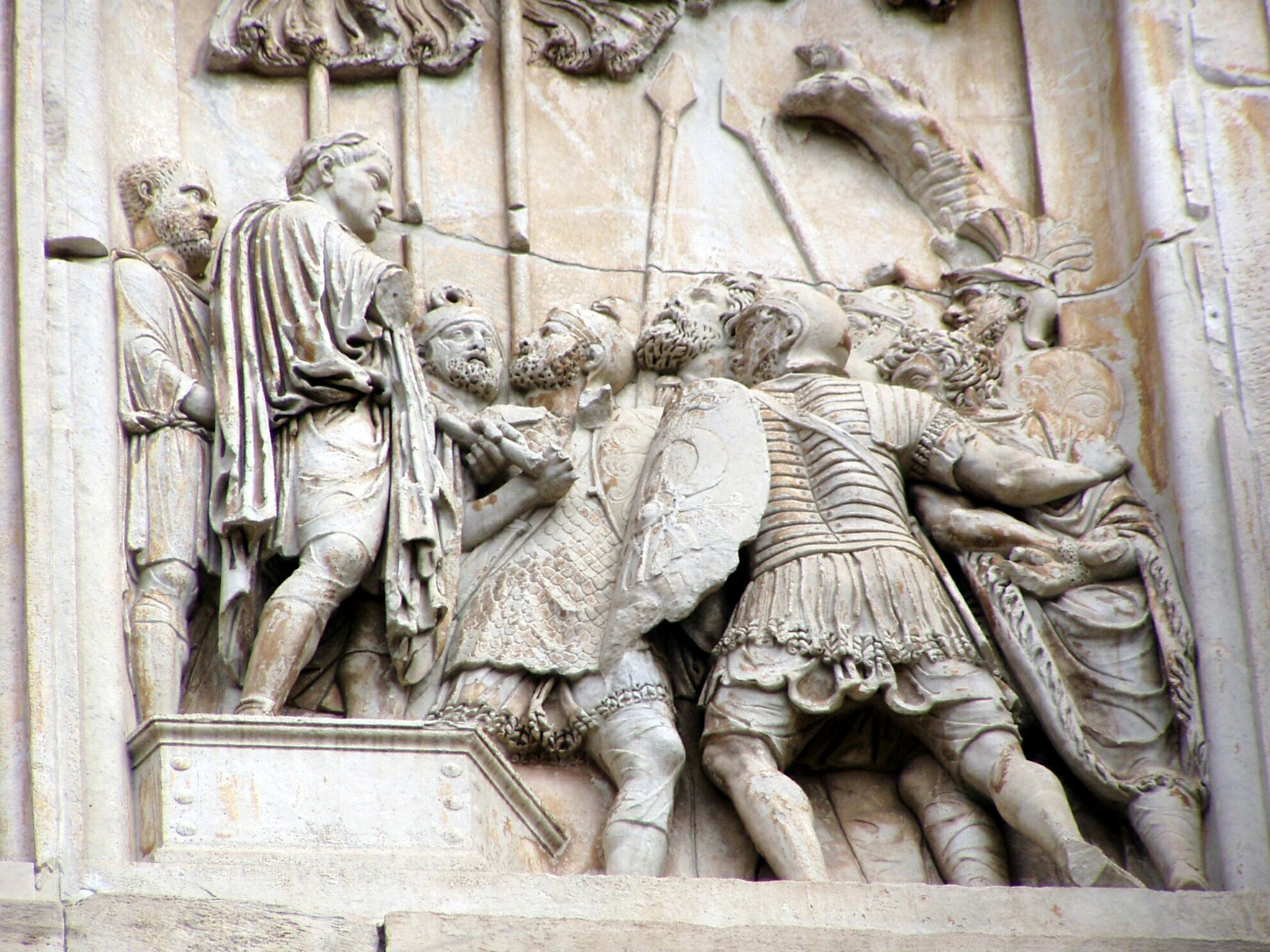
Lo scudo rappresentato in questo fregio (dell'epoca di Marco Aurelio), ora sull'arco di Costantino apparterrebbe ad una delle due legioni Adiutrix di classiarii.

È possibile che il reclutamento della legione fosse stato fatto da Gneo Giulio Agricola. Il primo incarico della II Adiutrix fu di sedare la rivolta batava in Germania Inferior. Dopo la sconfitta dei ribelli, la II Adiutrix seguì il generale Quinto Petillo Cereale in Britannia, per contrastare un'altra ribellione guidata da Venuzio. Negli anni seguenti, la legione rimase nelle isole britanniche per sottomettere al potere romano le tribù ribelli di Scozia e Galles. Il suo accampamento si trovava probabilmente presso Chester.
Nell'87, fu richiamata nel continente per partecipare alle guerre daciche dell'imperatore Domiziano. Tra il 94 e il 95, in Dacia, il futuro imperatore Adriano servì come tribuno militare nella II Adiutrix.
Dopo le campagne daciche di Traiano del 101-106, la legione venne posta di stanza ad Aquincum (moderna Budapest), e lì sarebbe rimasta con il suo campo base per gli anni successivi. Nonostante questo, la legione o alcuni dei suoi reparti, presero parte alla:
- Campagna di Lucio Vero contro l'impero dei Parti (162-166)
- Campagna di Marco Aurelio contro i Marcomanni (171-173)
- Campagna di Caracalla contro gli Alemanni (213)
- Campagna di Gordiano III contro l'impero sasanide (244)

Nel 193, la Legio II Adiutrix sostenne Settimio Severo nella sua ascesa alla carica di imperatore.